# Mieczysław Centnerszwer
Mieczysław Centnerszwer (ur. 10 lipca 1874 w Warszawie, zm. 27 marca 1944 tamże) – polski chemik, profesor Politechniki Ryskiej, Uniwersytetu Łotwy i Uniwersytetu Warszawskiego.

## Życiorys
Urodził się w Warszawie w rodzinie żydowskiej jako syn Gabriela Centnerszwera (1841–1917) i wnuk Jakuba Centnerszwera (1798–1880). Studiował chemię na Uniwersytecie w Lipsku, gdzie w pracowni Wilhelma Ostwalda w roku 1898 uzyskał doktorat. Zaraz po ukończeniu studiów otrzymał propozycję pracy na Politechnice w Rydze, gdzie w 1908 został profesorem; w latach 1919–1929 był profesorem Uniwersytetu Łotwy w Rydze. W 1928 otrzymał zaproszenie na Uniwersytet Warszawski wraz z propozycją objęcia kierownictwa Zakładu Chemii Fizycznej na Wydziale Matematyczno-Przyrodniczym. W lipcu 1929 otrzymał nominację na profesora zwyczajnego chemii fizycznej Uniwersytetu Warszawskiego. W 1932 roku został powołany na stanowisko kierownika Zakładu Chemii Fizycznej Uniwersytetu Warszawskiego. Był członkiem Polskiej Akademii Umiejętności, doctorem honoris causa Uniwersytetu Łotwy i Uniwersytetu w Madrycie. W 1928 roku odznaczony orderem oficera Akademii Francuskiej. Jako profesor zwyczajny Uniwersytetu Józefa Piłsudskiego w Warszawie został przeniesiony w stan spoczynku na podstawie art. 24 pragmatyki profesorskiej z dniem 31 sierpnia 1939. 
Podczas studiów w Lipsku poznał Franciszkę Annę Beck, Niemkę, która przeszła na judaizm. Pobrali się w Berlinie 23 września 1900 roku.
W latach 30. mieszkał w domu profesorskim Stowarzyszenia Mieszkaniowego Spółdzielczego Profesorów UW w Warszawie na Sewerynowie.
W 1940 roku w Warszawie formalnie rozwiódł się z żoną. Ona została po stronie aryjskiej, on przeszedł do getta warszawskiego. Tam wykładał fizykę i chemię na Kursach Przysposobienia Sanitarnego Juliusza Zweibauma. Pracował w kierownictwie Wydziału Pomocy Indywidualnej Żydowskiej Samopomocy Społecznej.
Do lipca 1942 roku prowadził kursy chemiczne, przygotowujące wykwalifikowanych farbiarzy. Tuż przed likwidacją getta przeszedł na stronę aryjską i ukrył się w mieszkaniu żony. Zdaniem córki wydał go syn dozorcy. 27 marca 1944 roku w obecności żony został zastrzelony przez gestapo. Pochowano go na cmentarzu Powązkowskim. Żonę, wówczas 70-letnią, wywieziono na roboty do Niemiec.

## Dorobek naukowy
Badania naukowe prowadził w zakresie kinetyki reakcji chemicznych, korozji metali, elektrolizy, równowagi w układach wielofazowych. Był autorem i współautorem ponad 100 publikacji naukowych.

### Wybrane prace
- Teoria Jonów (1902)
- Критическая температура растворов. СПб., 1903
- Szkice z historii chemii, dziesięć wykładów popularnych (1909)
- Очерки по истории химии: Популярно-научные лекции. Одесса, 1912
- Das Radium und Radioaktivität (1913)
- Практикум по химии. Рига, 1922
- Практическое введение в физическую химию и электрохимию. Рига, 1922
- Wykłady z chemii fizycznej (1933)

### Patenty
- Sposób otrzymywania potasowców i wapniowców za pomocą elektrolizy (1932)
- Ogniwo galwaniczne, względnie akumulator elektryczny (1935)

## Odznaczenia
- Order Trzech Gwiazd (Łotwa)[5]